# Pseudomops obscurus
Pseudomops obscurus är en kackerlacksart som först beskrevs av Henri Saussure 1869.  Pseudomops obscurus ingår i släktet Pseudomops och familjen småkackerlackor. Inga underarter finns listade i Catalogue of Life.